# Mark Felt: The Man Who Brought Down the White House
Mark Felt: The Man Who Brought Down the White House es una película biográfica de 2017 dirigida por Peter Landesman y escrita junto con John O'Connor en el año 2006. Está basada en la autobiografía del agente del FBI Mark Felt.
La película describe cómo Felt se convierte en la fuente anónima "Garganta Profunda" de los reporteros Bob Woodward y Carl Bernstein, a quienes ayudó en la investigación del escándalo Watergate. Protagonizaron la película Liam Neeson, Diane Lane, Tony Goldwyn y Maika Monroe. Fue estrenada en el Festival Internacional de Cine de Toronto el 8 de septiembre de 2017 y fue presentado en cines el 29 del mismo mes.

## Reparto
- Liam Neeson como Mark Felt, el marido de Audrey y padre de Joan, un agente del FBI que se convertiría en Garganta Profunda, el anónimo delator que expuso el escándalo Watergate.
- Diane Lane como Audrey Felt, esposa de Mark, una mujer brillante y atribulada que comparte la carga del dilema peligroso de Mark sobre escándalo Watergate de la Casa Blanca.
- Tony Goldwyn como Ed Miller, esposo de Pat y jefe de inteligencia del FBI.
- Maika Monroe como Joan Felt, la hija de Mark y Audrey.
- Kate Walsh como Pat Miller, la esposa de Ed.
- Josh Lucas como Charlie Bates, un agente del FBI y lugarteniente de Felt, quien sospecha que Felt está filtrando información clasificada en la investigación del caso Watergate.
- Michael C. Hall como John Dean, arquitecto del encubrimiento del caso Watergate, quien estaba desesperado por parar las filtraciones del Washington Post.
- Marton Csokas como Pat Gray, uno de los rivales de Felt en el FBI.
- Tom Sizemore como Bill Sullivan, uno de los rivales de Felt en el FBI.
- Julian Morris como Bob Woodward, el reportero del Washington Post, quien expuso, junto con Carl Bernstein, las relaciones del caso Watergate.
- Wendi McLendon-Covey como Carol Tschudy, secretaria de Felt.
- Ike Barinholtz como Angelo Lano, la cabeza de la investigación.
- Bruce Greenwood cuando Sandy Smith, reportero de la revista Time.
- Brian d'Arcy James como Robert Kunkel, un agente especial del FBI.
- Noah Wyle como Stan Pottinger, quien procesó a Felt y otros oficiales de FBI por ordenar el allanamiento de casas de sospechosos de ser terroristas radicales locales, sin órdenes judiciales.
- Eddie Marsan como Hombre de la Agencia.
- Richard Molina como alguacil.